# (3754) Kathleen
(3754) Kathleen es un asteroide perteneciente al cinturón de asteroides, descubierto el 16 de marzo de 1931 por Clyde Tombaugh desde el Observatorio Lowell, Flagstaff, Arizona, Estados Unidos.

## Designación y nombre
Designado provisionalmente como 1931 FM. Fue nombrado Kathleen en honor a “Kathleen Willoughby Clifford”, nieta del descubridor.